# Каплунов, Аркадий Львович
Арка́дий Льво́вич Каплуно́в (21 января 1912, Глухов, Черниговская губерния — 22 октября 1943, село Ходоров, Мироновский район, Киевская область) — Герой Советского Союза, заместитель по политической части командира 54-й гвардейской танковой бригады, 7-го гвардейского танкового корпуса, 3-й гвардейской танковой армии, Воронежского фронта, гвардии полковник.

## Биография
Родился 21 января 1912 года в городе Глухов Черниговской губернии (ныне — Сумской области Украины) в еврейской семье. Образование неполное среднее.
Работал ткачом, мастером на Сумской суконной фабрике.
После окончания вечерней школы был заместителем редактора сумской газеты «Плуг и молот», а затем — секретарём комитета комсомола в совхозе «III Интернационал».
В Красной Армии с января 1934 года. В 1935 году окончил школу младших лейтенантов.
Участник освободительного похода в Западную Украину и Западную Белоруссию 1939 года, советско-финской войны 1939—1940 годов.
Участник Великой Отечественной войны с июня 1941 года. Воевал на Юго-Западном и Воронежском фронтах.
24 сентября 1943 года у села Трахтемиров Каневского района Черкасской области преодолел Днепр. В критический момент повёл танк навстречу противнику, увлекая личным примером своих товарищей и переломил ход уже проигранного боя.
Погиб 22 октября 1943 года в наступлении в районе села Ходоров (Мироновский район Киевская область).
Похоронен в Центральном парке в городе Переяслав Киевской области

## Награды
Указом Президиума Верховного Совета СССР от 17 ноября 1943 года за мужество и отвагу, проявленные в боях за Днепр, гвардии полковнику Каплунову Аркадию Львовичу присвоено звание Героя Советского Союза (посмертно).
Награждён орденом Ленина, 2 орденами Красного Знамени, орденом Красной Звезды (1941 год), медалями.

## Память
Именем Каплунова названа улица в городе Переяслав.